# Paradorella
Paradorella es un género de escarabajos de la familia Buprestidae.

## Especies
- Paradorella capensis (Kerremans, 1903)
- Paradorella natalensis Bellamy, 2008[2]
- Paradorella strandi Obenberger, 1923
- Paradorella subtilis (Obenberger, 1931)
- Paradorella wiedemannii (Gory & Laporte, 1839)